# 46644 Ладжия
46644 Ладжия (46644 Lagia) — астероїд головного поясу, відкритий 19 липня 1995 року.
Тіссеранів параметр щодо Юпітера — 3,571.